# أنجو (آيتشي)
أنجو مدينة تقع ضمن محافظة آيتشي في اليابان، تأسست في 5/5/1952، بلغ عدد تعداد سكانها في 1 يناير – 2008 حوالي 176046 مساحتها الإجمالية حوالي 86.01 كم٢ لتصبح كثافة سكانها 2047 نسمة لكل كيلو متر مربع.

## توأمة
لأنجو (آيتشي) اتفاقيات توأمة مع كل من:
- Kolding Municipality [الإنجليزية]‏ منذ (1997 - )
- كولدنغ (1997 - )

## معرض صور

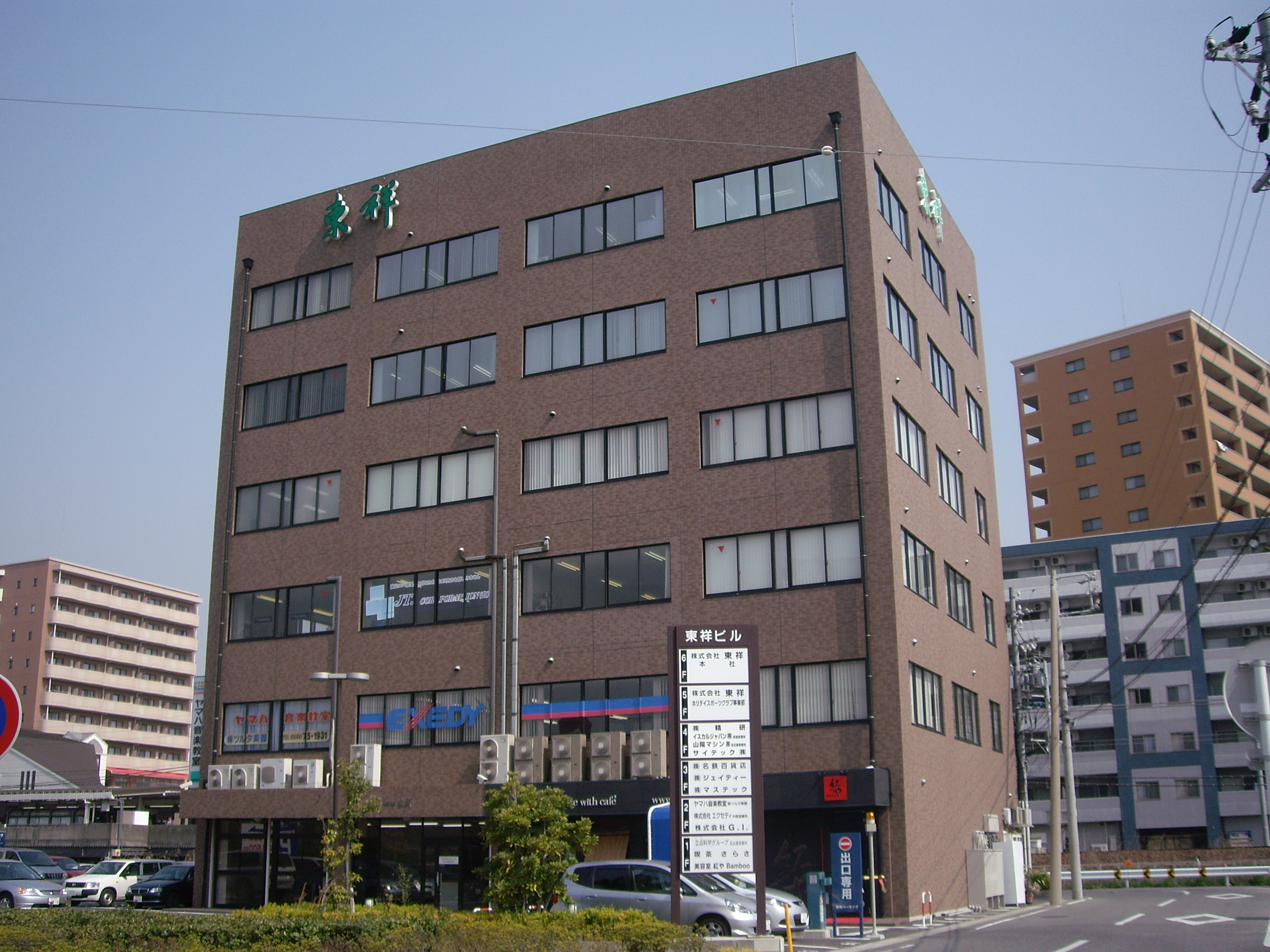
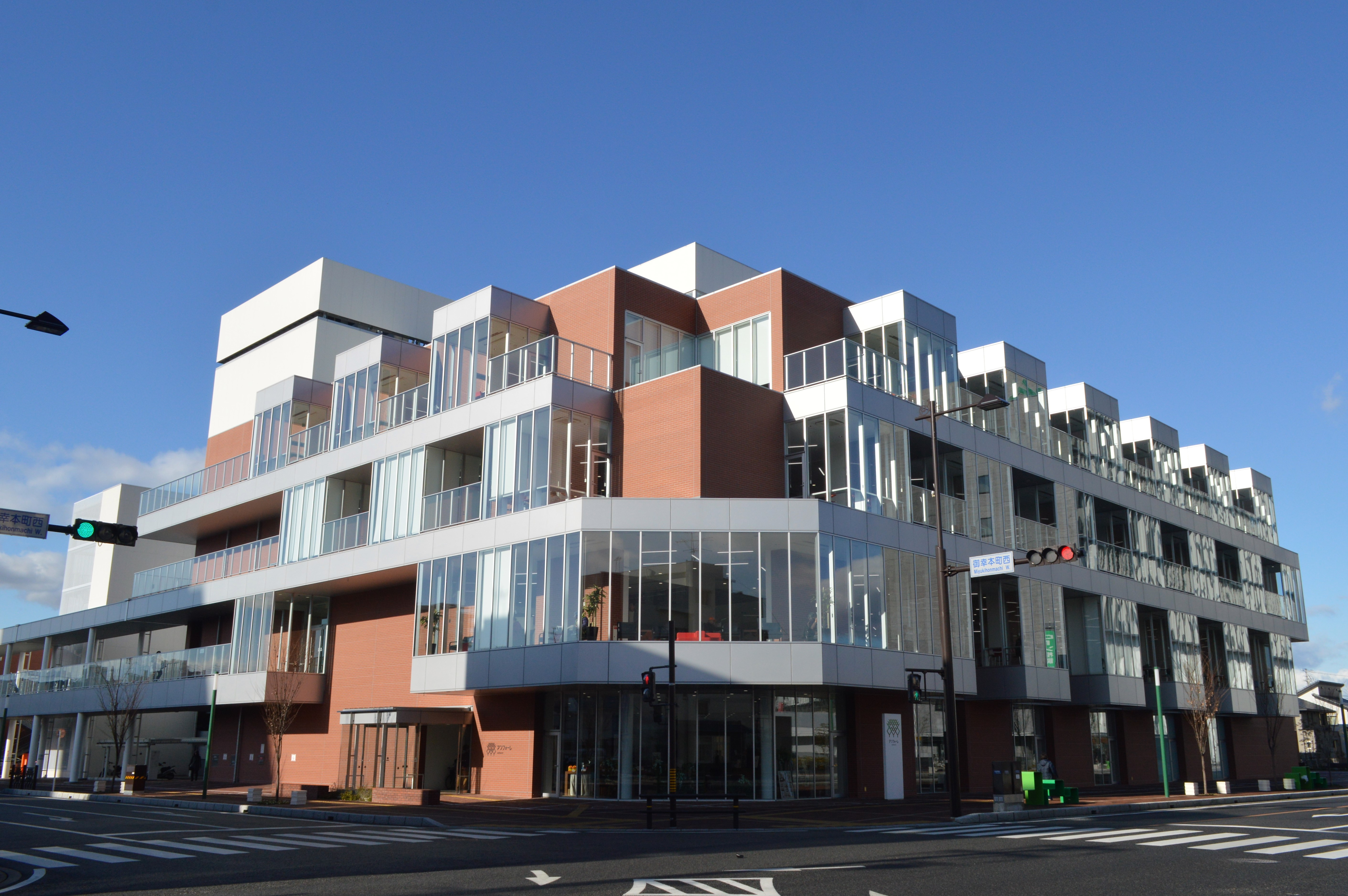
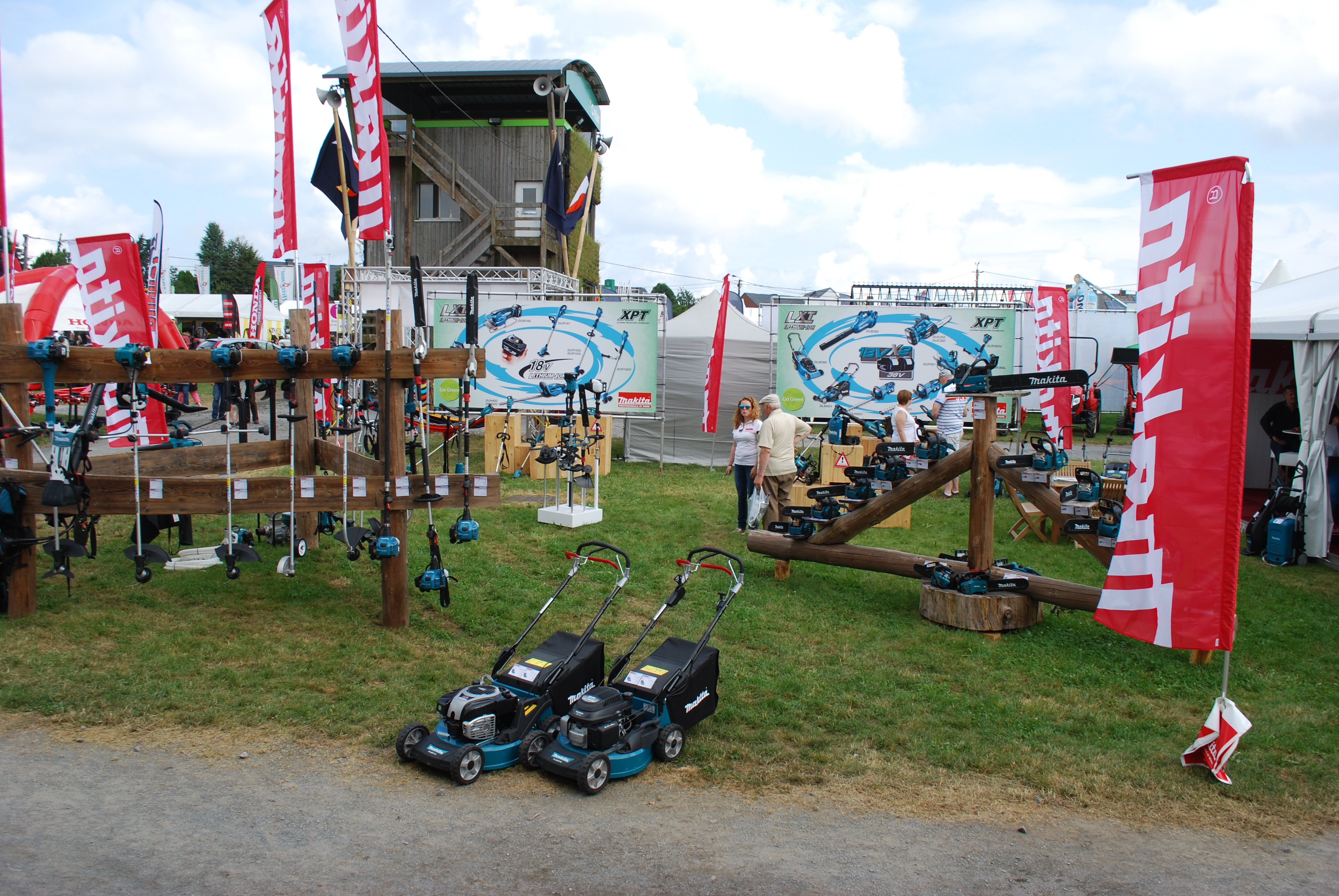
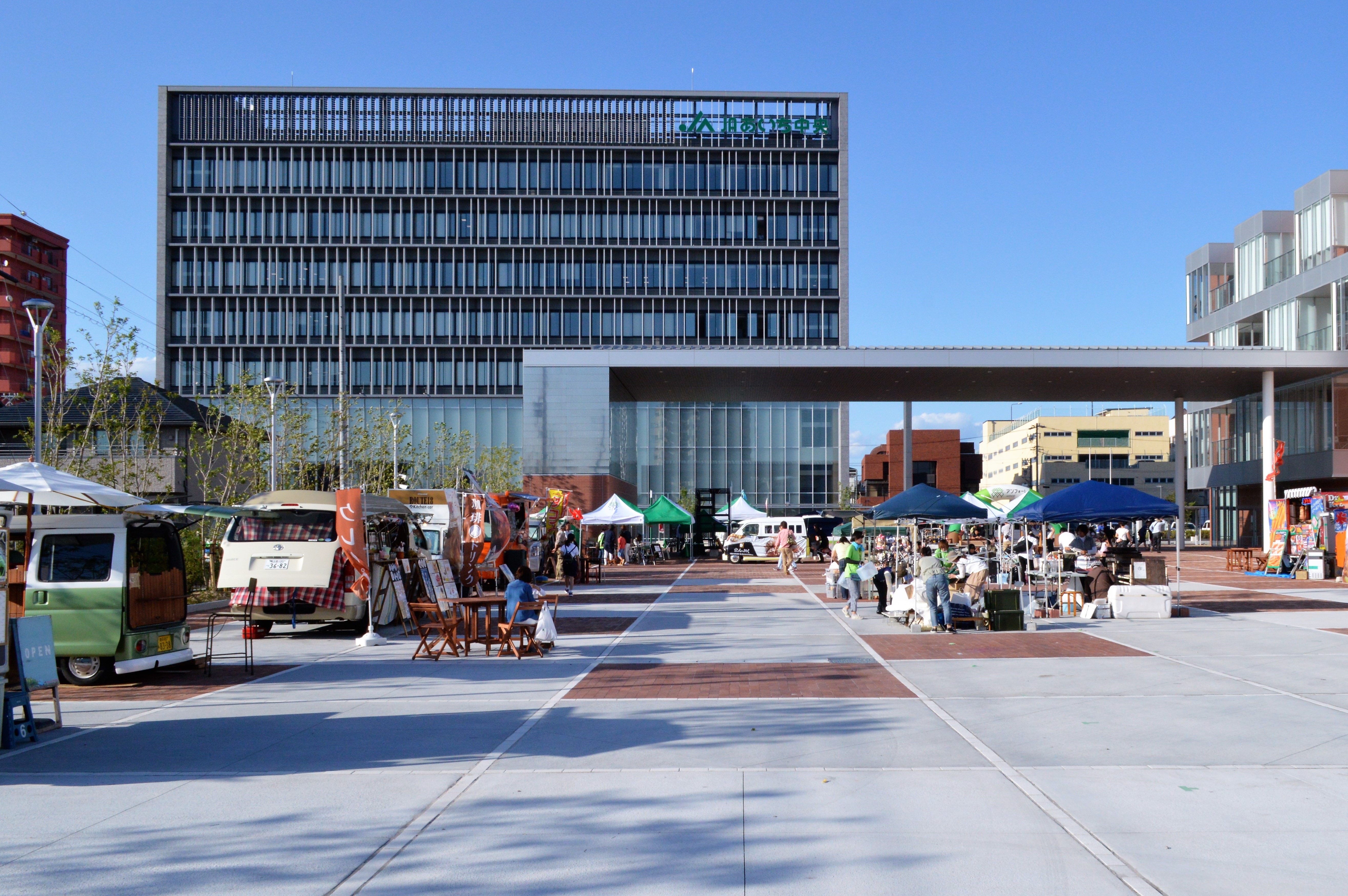
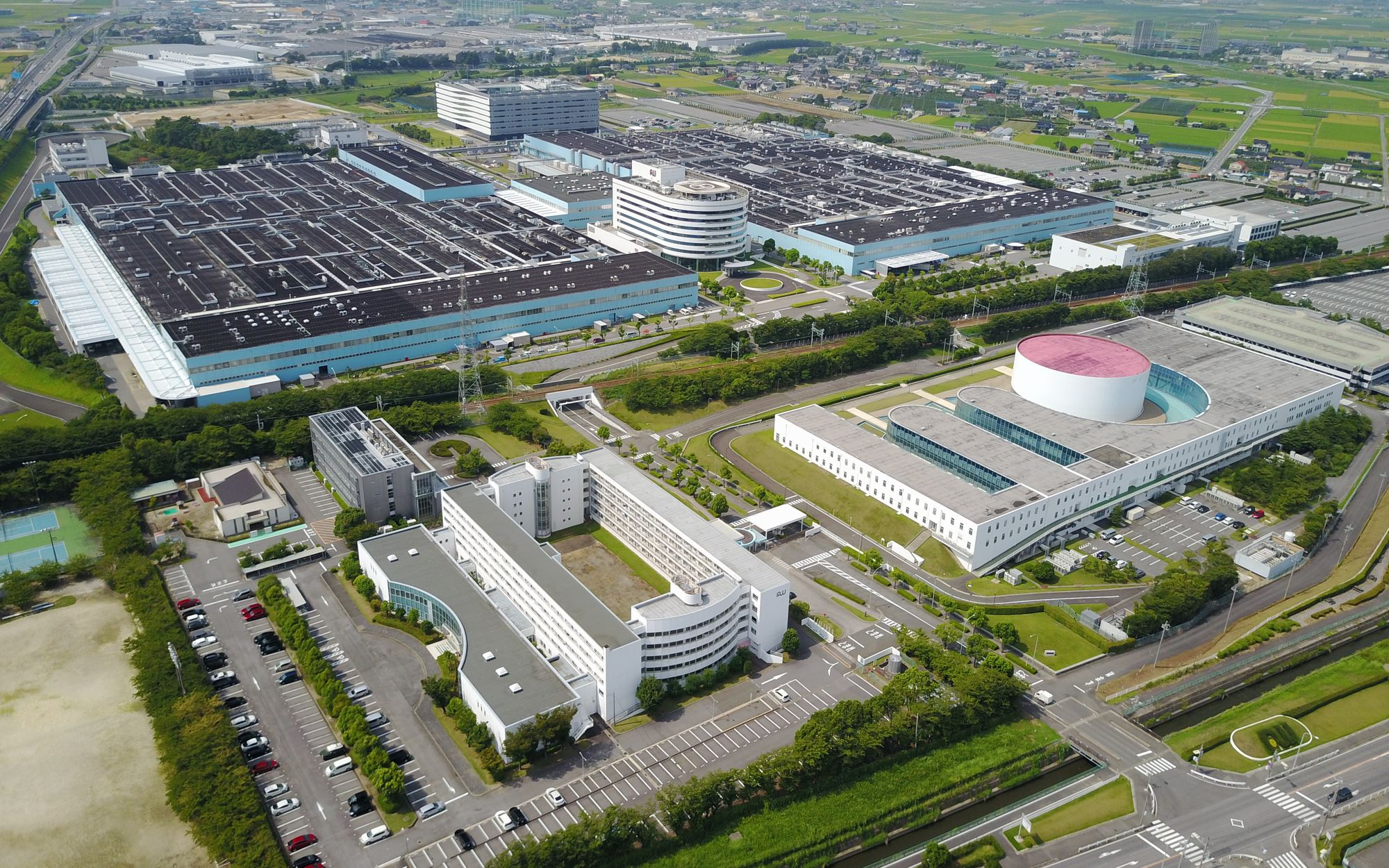
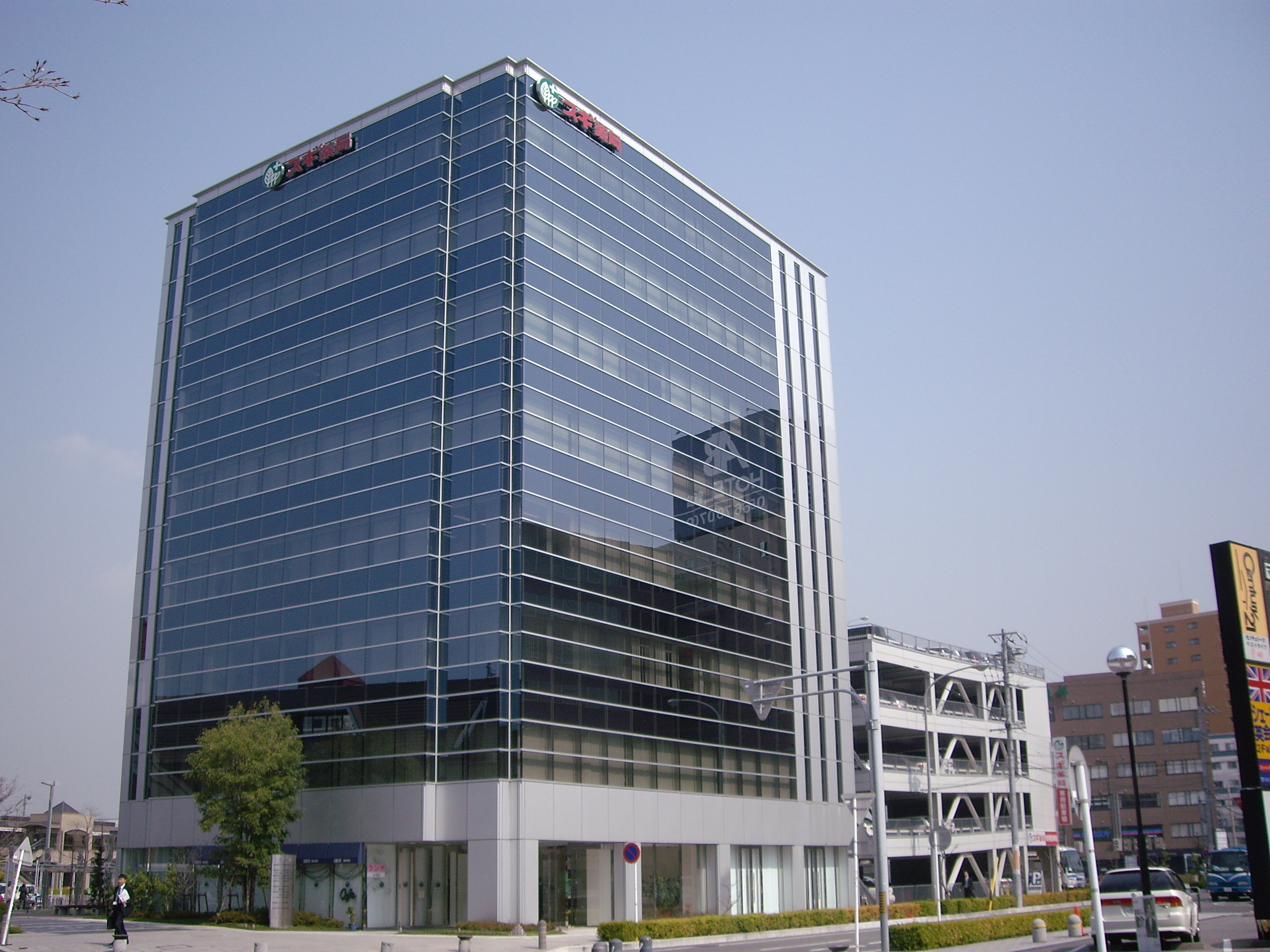

## أعلام
- ريوكا يوزوكي
- يوتو موري
- كوتا موري